# فريدريشتال
فريدريشتال (سار) (بالألمانية: Friedrichsthal) هي مدينة و بلدة ألمانية تقع في ألمانيا في سارلاند.  يقدر عدد سكانها بـ 11,249 نسمة .

## المدن التوأمة
مدن أورانينبورغ و فيلينغن-شفنينغن هي مدن توأمة لـفريدريشتال (سار).

## أعلام
- هيلموت هوفمان